# Greenwood, British Columbia
Greenwood är en ort i Kanada.   Den ligger i provinsen British Columbia, i den södra delen av landet, 3 200 km väster om huvudstaden Ottawa. Greenwood ligger 938 meter över havet och antalet invånare är 708.
Terrängen runt Greenwood är kuperad. Trakten runt Greenwood är nära nog obefolkad, med mindre än två invånare per kvadratkilometer.. Närmaste större samhälle är Grand Forks, 19,6 km öster om Greenwood.
I omgivningarna runt Greenwood växer i huvudsak barrskog.